# Haile Gebrselassie
Haile Gebrselassie (ኃይሌ ገብረ ሥላሴ) (Asella, Arsi, Etiopía; 18 de abril de 1973) es un exatleta etíope especialista en carreras de fondo.

## Biografía
Hijo de un granjero y con nueve hermanos, fue pronto apodado "neftenga" (crack) por sus cualidades mostradas en las carreras que disputaba. Con cuatro años comenzó a ir corriendo a la escuela, a unos diez km de su casa, a pesar de lo cual su padre no empezó a creer en él hasta 1993.

## Trayectoria deportiva
En 1992, se proclamó campeón del mundo Júnior en 5000 y 10 000 m. En 1993, consiguió, en categoría absoluta, el título de 10 000 m y el subcampeonato de 5000. En 1995, comenzó a batir plusmarcas en ambas distancias, comenzando por la de 10 000, que batió en Hengelo, Holanda, con una marca de 26:43,53; y la de 5000 m 12:49,39 la batió en Suiza, aumentando la lista de dobles plusmarquistas mundiales, que estaba vacía desde Henry Rono (KEN) en 1978. En el Campeonato del Mundo de Suecia en 1995 y en los JJ. OO. de Atlanta 1996 volvió a imponerse en el 10 000.
En marzo de 1997, se hizo con el oro en 3000 m en el Campeonato del Mundo de pista cubierta. En Oslo, Noruega, recuperó la plusmarca de 10 000 m al hacer 26:31,32, superando en 7 segundos la marca anterior. En Atenas logró su tercer oro en 10 000 m en el Campeonato del Mundo de 1997. En 1998, batió de nuevo las marcas de 5000 y 10 000 m hasta dejarlos en 12:39,36 y 26:22,75 respectivamente. En 1999, consiguió su cuarto oro en los Campeonatos del Mundo de Sevilla (España) y en los JJ. OO. de 2000 consiguió su quinto primer puesto en la misma prueba. En el campeonato del mundo de París 2003, quedó segundo por detrás de Kenenisa Bekele, y por delante de otro etíope, Silesi Sihine. Tras esta derrota comenzó a prepararse para el maratón, aunque compitió en la final de los JJ. OO. en Atenas 2004 quedando en quinto lugar y con una lesión en el tendón de Aquiles.
Tras operarse del tendón comenzó a correr maratones y medios maratones, estableciendo en 2005 la mejor marca mundial del año (2:06:20) en el maratón de Ámsterdam, Países Bajos. En Phoenix, Estados Unidos, batió la plusmarca mundial del medio maratón con un tiempo de 58 minutos y 55 segundos, batiendo también de camino la plusmarca mundial de 20 km en carretera con una marca de 55:48, desposeyendo a su rival Paul Tergat de esta marca por más de 30 segundos. Actualmente también posee la plusmarca mundial de 10 km en carretera con un tiempo de 27:02.
En Granollers, Barcelona, el 5 de febrero de 2006, corrió el medio maratón en 1h 00m 07s, realizando la mejor marca de la historia en suelo español.
El 27 de junio de 2008 se convirtió en plusmarquista mundial de la hora con una distancia recorrida en ese tiempo de 21 km 285 metros, conseguidos en la pista de Ostrava, República Checa.
Fue plusmarquista mundial del maratón con un tiempo de 2h 03m 58s, realizado el 28 de septiembre de 2008 en el maratón de Berlín (Alemania). La anterior marca, lograda sobre el mismo escenario y ostentada por él mismo, era de 2:04:26.

## Retirada y actividades posteriores
El 7 de noviembre, después de abandonar el maratón de la ciudad de Nueva York de 2010 por una rodilla inflamada, Gebrselassie  anunció su retirada. Días después, publicó en su cuenta de Twitter que estaba reconsiderando su decisión y que quería participar en los Juegos Olímpicos de Londres 2012. Gebrselassie  había declarado anteriormente que después de retirarse le gustaría dedicarse a la política, ante el escepticismo del público sobre sus conocimientos sobre política y la cultura desconocida de las celebridades que ocupan cargos públicos en Etiopía. Sin embargo, ganó su primera carrera en una carrera de 10 km en ruta en Angola con un nuevo récord de recorrido de 28:05 y ganó a su compatriota Deriba Merga y al keniano Josphat Menjo, que había corrido los 10.000 m más rápidos de ese año.

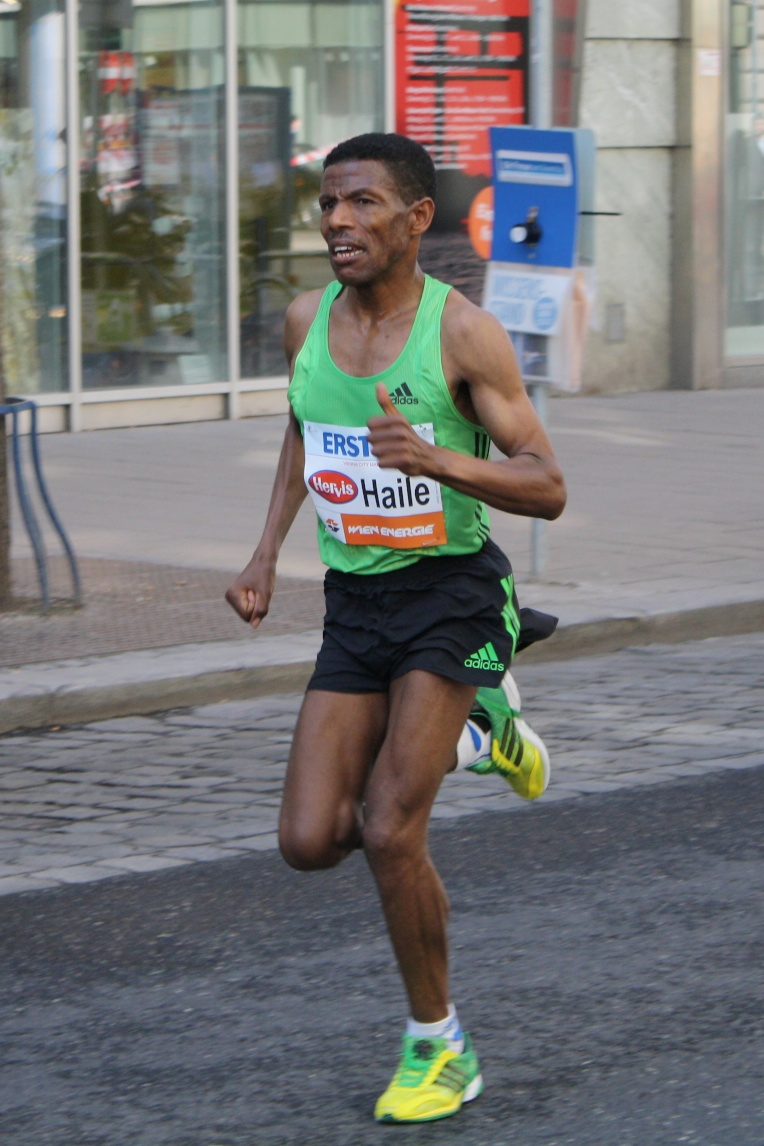
Gebrselassie en el maratón de la ciudad de Viena en 2011.

Gebrselassie se perdió el Maratón de Tokio de 2011 debido a una lesión, pero ganó el medio maratón en el Maratón de la ciudad de Viena el 17 de abril de 2011. Aproximadamente un mes después, Gebrselassie ganó fácilmente la Great Manchester Run en Inglaterra por cuarta vez, terminando en 28:10. El 26 de septiembre sufrió un doble revés al abandonar el maratón de Berlín (de nuevo por dificultades respiratorias debidas a asma inducida por el ejercicio) y vio batir sus récords mundiales de 30 kilómetros y de maratón por el hombre con el que se había batido en duelo, Patricio Makau. Gebrselassie estuvo ausente de la conferencia de prensa ese mismo día, pero su mánager Jos Hermens anunció que si bien era "el final de una era de batir récords para Haile, no es el final de su carrera". Regresó a su senda ganadora en la media maratón de Birmingham con un nuevo récord en el recorrido y siguió con una victoria en el Zevenheuvelenloop en noviembre, logrando la tercera victoria de su carrera en la carrera holandesa de 15 km.
En 2012, Gebrselassie corrió en el maratón de Tokio y, después de tomar la delantera y abrir una brecha en el campo a 6 km del final, se desvaneció y terminó en cuarto lugar, en un tiempo de 2:08:17. Sin embargo, se recuperó para ganar el Medio Maratón de Viena en 1:00:52, alcanzando a Paula Radcliffe, a quien le dieron una ventaja de 7:52 minutos. No fue seleccionado para el equipo olímpico de maratón, pero después de ganar la Gran Carrera de Mánchester con un rápido tiempo de 27:39, superando al plusmarquista mundial de maratón Patrick Makau, a la líder mundial de maratón Ayele Abshero y al medallista olímpico de maratón Tsegay Kebede, por una distancia de En los 100 metros, decidió aspirar a un lugar en la prueba de 10 000 m. Intentó ganarse una plaza olímpica en los Juegos Fanny Blankers-Koen en Hengelo, estadio en el que había batido cuatro récords mundiales. Sin embargo, en un clima extremadamente caluroso terminó séptimo con un tiempo de 27:20.39, sexto entre los etíopes, y no se clasificó para los Juegos Olímpicos de Verano de 2012. Sin embargo, sí apareció en la ceremonia inaugural como uno de los ocho abanderados que llevaron la bandera olímpica al estadio. Sin embargo, en otra salida al maratón de Fukuoka, entró como favorito pero abandonó en el km 32.
El 14 de abril de 2013, Gebrselassie ganó en campo abierto la media maratón de la ciudad de Viena con un tiempo de 01:01.14. Estableció su primer récord mundial de más de 40 años con un tiempo de 46:59 en 10 millas en Suiza, el 15 de septiembre de 2013. Obtuvo el tercer lugar en la general en la BUPA Great North Run de 2013, 32 segundos detrás del ganador Kenenisa Bekele y 31 segundos detrás. el actual campeón olímpico y mundial Mo Farah.
Gebrselassie anunció su retirada de la carrera competitiva después de terminar 16.º en la Great Manchester Run el domingo 10 de mayo de 2015. Esto puso fin a una carrera de 25 años en la que consiguió 2 medallas de oro olímpicas, ocho victorias en el Campeonato Mundial y estableció 27 récords mundiales. . "Me retiro de la carrera competitiva, no de correr. No puedes dejar de correr, esta es mi vida", le dijo a BBC Sport.
Gebrselassie sigue teniendo el récord mundial en la carrera de 10 millas.
Gebrselassie fue presidente de la Federación Etíope de Atletismo.
El 2 de septiembre de 2011, el jurado del príncipe de Asturias, le concede el Premio Príncipe de Asturias de los Deportes.

### Trayectoria en negocios
Haile Gebrselassie se aventuró en una carrera empresarial en 1995, invirtiendo las ganancias de sus logros deportivos que le llevaron a fundar empresas. Hasta hace pocos años contaba con 600 empleados y oficinas cada día. En 2010, Gebrselassie abrió Haile Resorts en el lago Hawassa, y el complejo se expandió rápidamente para incluir destinos en Amhara, Oromia, la Región de las Naciones, Nacionalidades y Pueblos del Sur. En 2023 inauguró el Grand Haile Resort en Addis Abeba. con sede en Lam Beret. Gebrselassie  tiene un concesionario de automóviles Hyundai en Etiopía y comenzó a ensamblar automóviles eléctricos Hyundai en 2020.
Gebrselassie era propietario de Marathon Motors, una empresa de vehículos que también ensambla automóviles Hyundai y que recientemente lanzó el primer automóvil eléctrico de su planta de ensamblaje. Gebrselassie es dueño de varios negocios, participa en proyectos inmobiliarios y posee cuatro hoteles y una plantación de café. En 2015, se estimaba que tenía 1000 empleados y llegó a 3000 empleados en sus inversiones en Etiopía y el exterior. Gebrselassie recibía actualmente 30 millones de birr de ingresos de diversas empresas.

## Marcas personales

### Aire libre
| Distancia               | Tiempo   | Fecha                    | Lugar               |
| ----------------------- | -------- | ------------------------ | ------------------- |
| 1500 m                  | 3:33.73  | 6 de junio de 1999       | Stuttgart           |
| Milla                   | 3:52.39  | 27 de junio de 1999      | Gateshead           |
| 3000 m                  | 7:25.09  | 28 de agosto de 1998     | Bruselas            |
| Dos millas              | 8:01.08  | 31 de mayo de 1997       | Hengelo             |
| 5000 m                  | 12:39.36 | 13 de junio de 1998      | Helsinki            |
| 10 000 m                | 26:22.75 | 1 de junio de 1998       | Hengelo             |
| 10 km (carretera)       | 27:02    | 11 de diciembre de 2002  | Ad-Dawhah           |
| 15 km (carretera)       | 41:38    | 11 de noviembre de 2001  | Nimega              |
| Diez millas (carretera) | 44:24    | 4 de septiembre de 2005  | Tilburg             |
| 20 km (pista)           | 56:26.0  | 27 de junio de 2007      | Ostrava             |
| 21,285 m (pista)        | Una hora | 27 de junio de 2007      | Ostrava             |
| 20 km (carretera)       | 55:48    | 15 de enero de 2006      | Phoenix             |
| Media maratón           | 58:55    | 15 de enero de 2006      | Phoenix             |
| 25 km (carretera)       | 1:11:37  | 12 de marzo de 2006      | Alphen aan den Rijn |
| Maratón                 | 2:03:59  | 28 de septiembre de 2008 | Berlín              |
| 30 km (carretera)       | 1:27:49  | 20 de septiembre de 2009 | Berlín              |

1. ↑  Competición con límite de tiempo.
2. ↑  Durante un medio maratón.
3. ↑  No reconocido por la IAAF.
4. ↑  Durante un maratón.

### Pista cubierta
| Distancia  | Tiempo   | Fecha                 | Lugar      |
| ---------- | -------- | --------------------- | ---------- |
| 1500 m     | 3:31.76  | 1 de febrero de 1998  | Stuttgart  |
| 2000 m     | 4:52.86  | 15 de febrero de 1998 | Birmingham |
| 3000 m     | 7:26.15  | 25 de enero de 1998   | Karlsruhe  |
| Dos millas | 8:04.69  | 21 de febrero de 2003 | Birmingham |
| 5000 m     | 12:50.38 | 14 de febrero de 1999 | Birmingham |

## Honores
- Gran Premio de la Academia del Deporte 2007, a la mayor hazaña deportiva.[18]
- Premio Príncipe de Asturias de los Deportes 2011.[19]